# Plinius (cratère)
Plinius est un cratère d'impact sur la face visible de la Lune. Son diamètre est de 41 km. Le cratère est nommé d'après le naturaliste et auteur romain Pline l'Ancien. Au sud-sud-est de Plinius se trouve le cratère Ross, et au nord-est Dawes. Juste au nord se trouve un système de rilles nommé Rimae Plinius et le cratère Brackett qui se situe à plus d'un diamètre de cratère au nord. À l'extrémité nord-ouest de la rille se trouve le Promontorium Archerusia, un cap au large du bord ouest qui entoure la Mer de la Sérénité.
Plinius est un cratère d'impact d'âge ératosthénien.

## Description
Le bord pointu du Plinius est de forme légèrement ovale, avec un mur intérieur en terrasse et un rempart extérieur irrégulier. Il manque une structure rayonnée visible. Le fond du cratère est vallonné, et au milieu se trouve un pic central irrégulier qui a l'apparence d'une formation de cratère double sous certains angles d'éclairage. Une fente est attachée au côté nord du pic. La moitié orientale du plancher est beaucoup plus lisse et plane que l'ouest, et cette section forme un croissant autour du pic central.

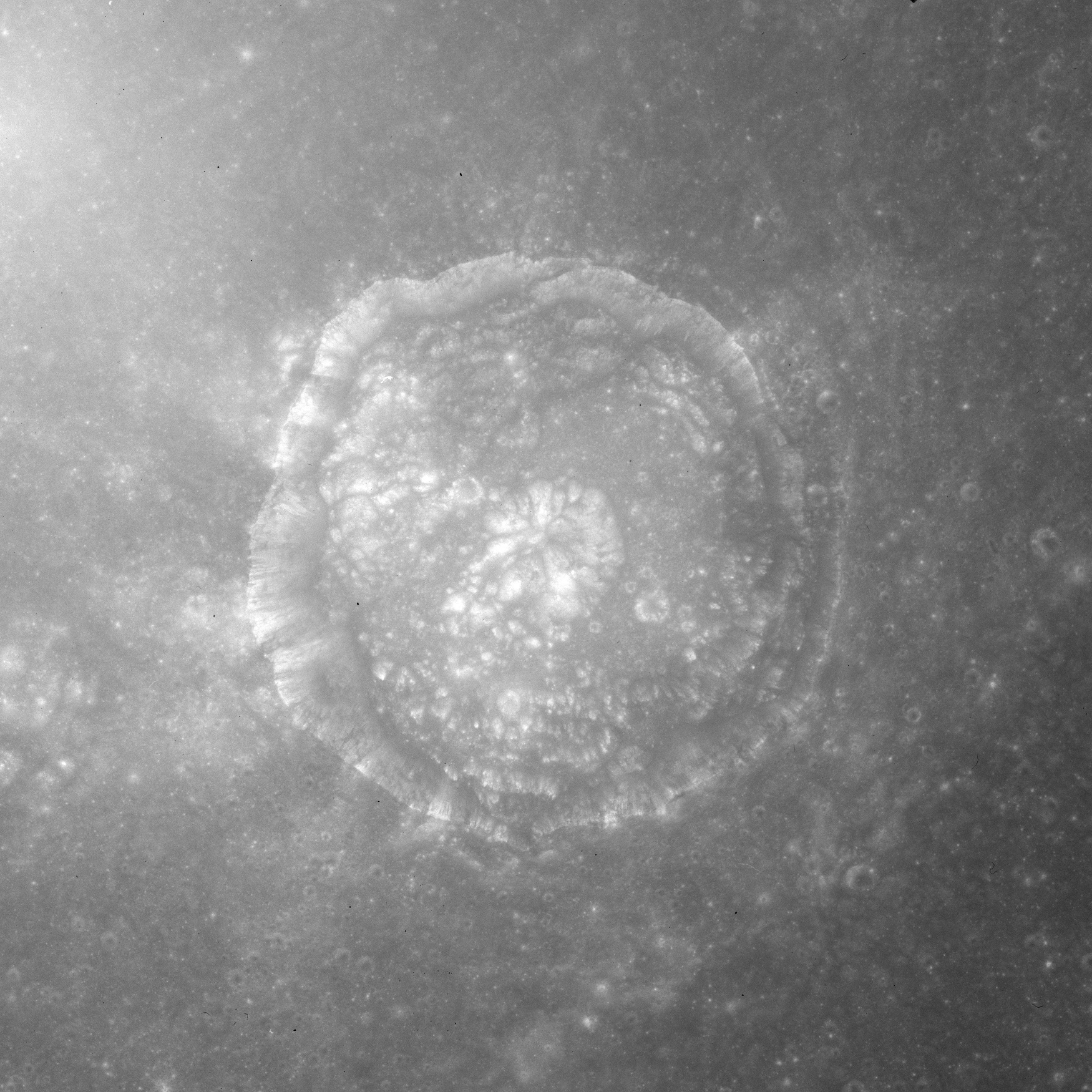
Image d'Apollo 15 à une altitude élevée du Soleil de 71°.
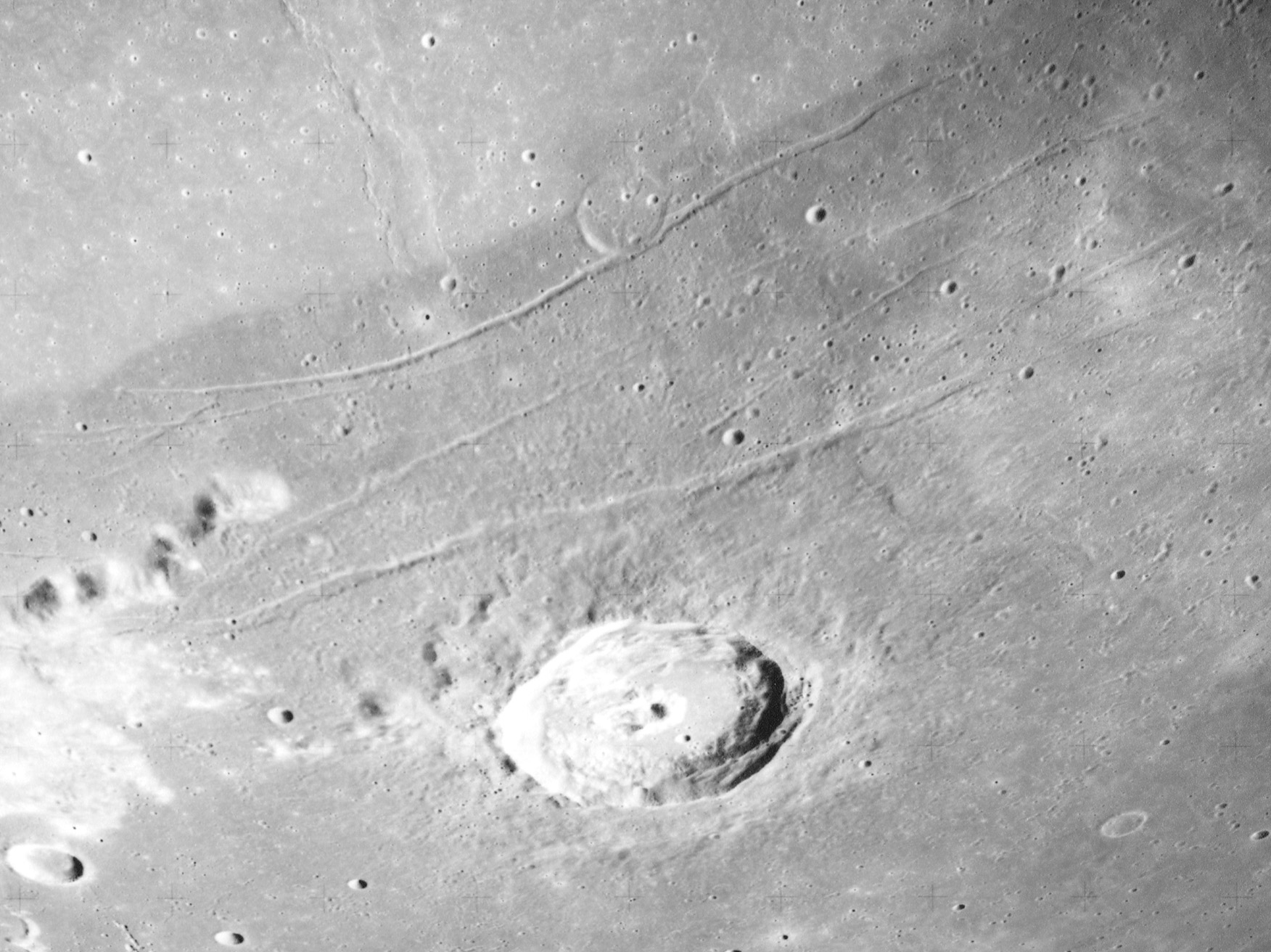
Vue oblique d'Apollo 17 orientée au sud, et montrant à la fois le cratère Plinius et Plinius Rilles.
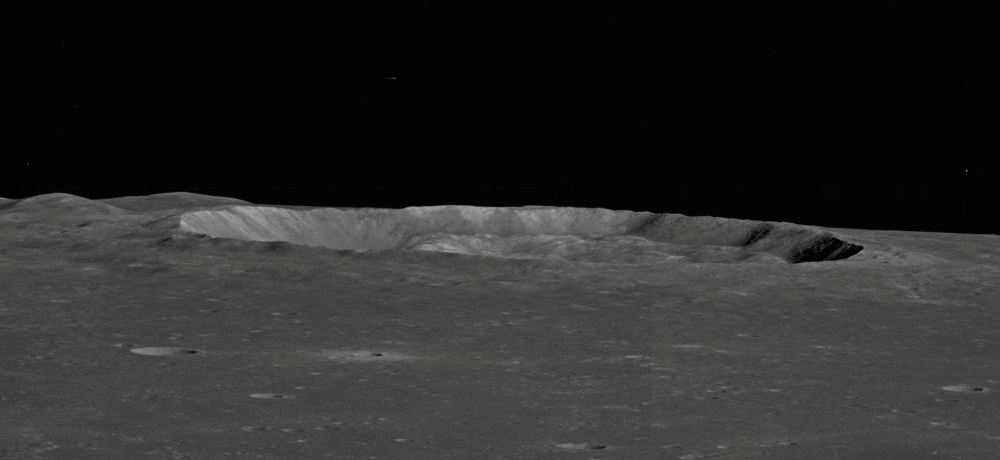
Vue très oblique depuis Apollo 10, face au nord-ouest.
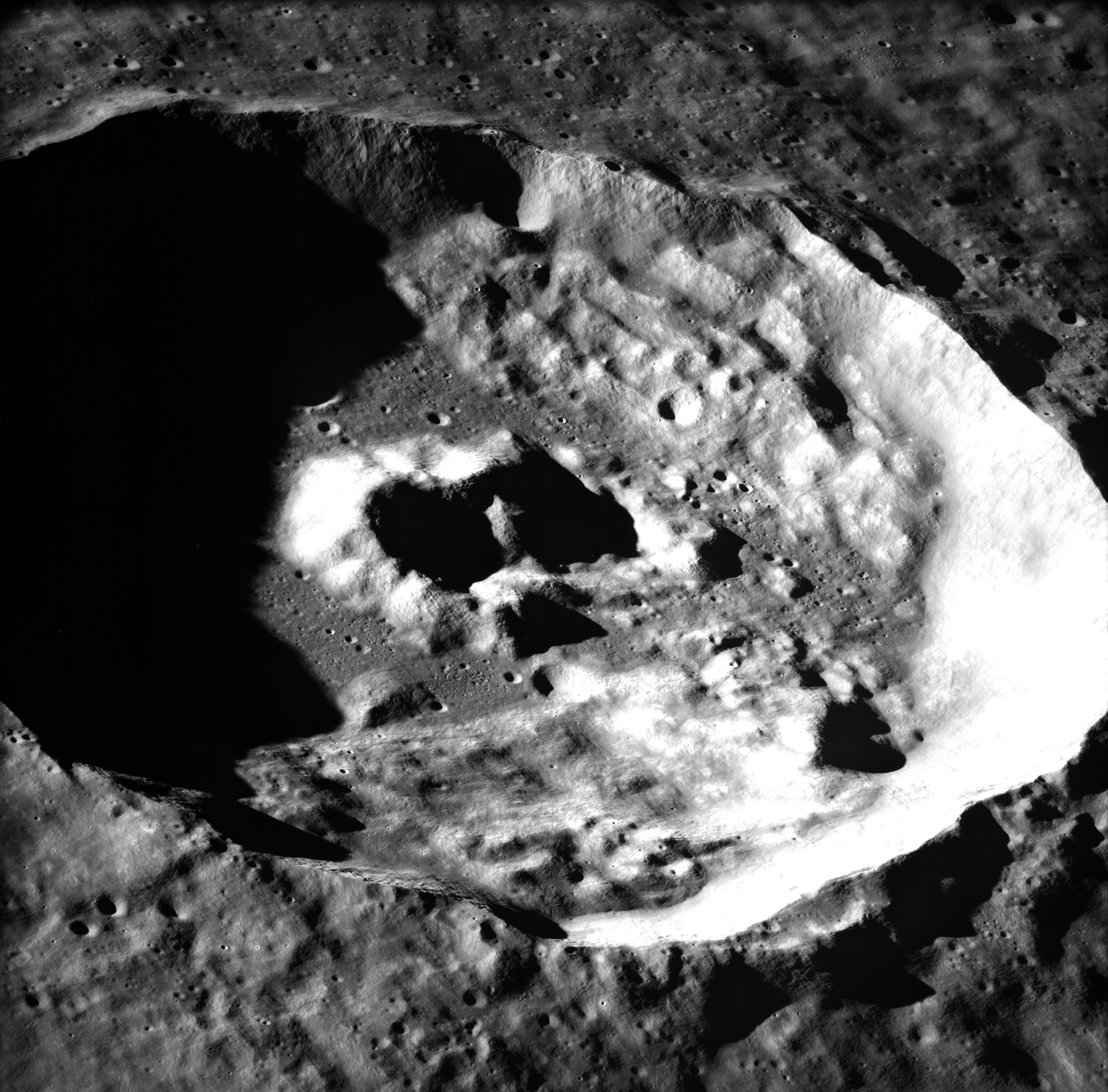
Une autre vue oblique d'Apollo 17, face au sud, alors que le cratère était près du terminateur du lever du Soleil.

## Cratères satellites

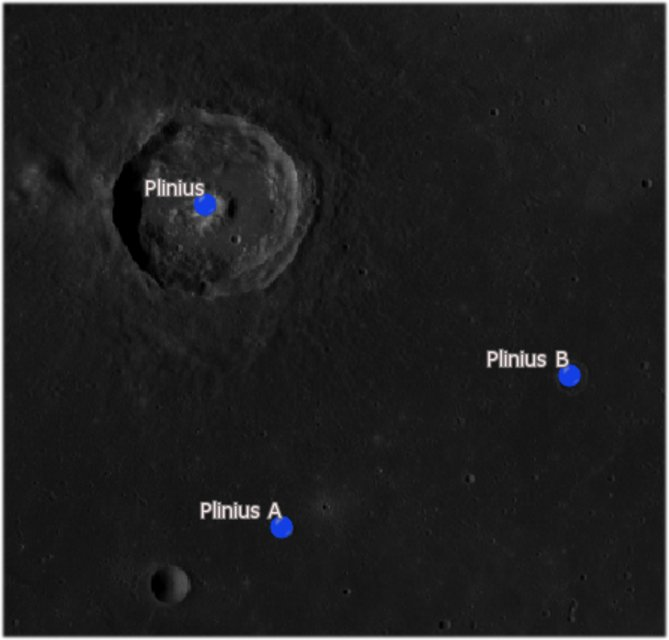
Cratères satellites de Plinius.

Par convention, ces caractéristiques sont identifiées sur les cartes lunaires en plaçant la lettre sur le côte du milieu du cratère qui est le plus proche de Plinius.
| Plinius | Latitude | Longitude | Diamètre |
| ------- | -------- | --------- | -------- |
| A       | 13,0° N  | 24,2° E   | 4km      |
| B       | 14,1° N  | 26,2° E   | 5 km     |